# Classe Neustrashimy
A classe Neustrashimy (em russo: Неустрашимый), designação soviética Projeto 11540 Yastreb (falcão), é uma série de fragatas construídas para a Marinha Soviética e atualmente em serviço na Marinha Russa. Sete navios foram planejados para a Marinha Soviética, mas a queda da União Soviética atrapalhou esses planos. Dois navios foram concluídos, ambos atualmente em serviço ativo na Frota Russa do Báltico.

## História
O programa começou em 1986 e sete navios foram originalmente planejados. Após a dissolução da União Soviética, o projeto foi paralisado e apenas um navio, Neustrashimy (712), estava em operação na Frota Russa do Báltico em meados da década de 1990. Em fevereiro de 2009, o segundo navio da classe, Yaroslav Mudry (777), deixou o estaleiro Yantar em Kaliningrado, na Rússia, para seus primeiros testes no mar. A partir de 2010, as duas embarcações da classe Neustrashimy (712) e Yaroslav Mudry (777) estavam operacionais na Frota do Báltico.
As fragatas foram construídas pelo estaleiro Yantar Yard, Kaliningrado. Apenas o primeiro navio foi concluído antes do colapso da União Soviética. Outros dois navios estavam incompletos Yaroslav Mudry (em homenagem ao grande governante da Rússia de Kiev, Yaroslav, o Sábio) e Tuman ("Fog", em homenagem a um navio-patrulha soviético da época da Segunda Guerra Mundial, cuja tripulação exibiu grande valor em combate com três destróieres alemães). A construção do Yaroslav Mudry foi adiada devido a questões de financiamento, sendo entregue à Marinha Russa em junho de 2009. O Tuman foi parado em novembro de 1998 para liberar o espaço do estaleiro.

## Projeto
A classe foi projetada como uma fragata de guerra antissubmarino de uso geral (ASW) para seguir as fragatas da classe Krivak.
Os navios do projeto são navios de tubo único dois mastros com uma superestrutura desenvolvida, ocupando mais da metade do comprimento do convés superior. As soluções arquitetônicas e de layout implementadas nos navios garantem redução dos níveis de interferência térmica, acústica,eletromagnética e secundária campos de radar.
O casco do navio é dividido em 12 compartimentos. Tanto o casco quanto a superestrutura são completamente de aço, criados usando tecnologia para reduzir a visibilidade, todas as conexões são feitas por soldagem.

## Equipamentos

### Armamentos
Os navios estão armados com o sistema de mísseis antinavio Uran com dois lançadores de oito células (16 mísseis). Este sistema lança o míssil de cruzeiro Kh-35. O míssil navega a 15 metros acima do nível do mar, mas na fase terminal cai para uma altitude de 3 a 5 metros. O alcance máximo é de 130 km.
A Artilharia dos navios do projeto é representada por um suporte de artilharia de 100 mm AK-100 com 350 munições. O sistema é instalado na proa do navio e é projetado para destruir áreas costeiras, marítimas aéreas e mísseis antinavio.
As fragatas estão equipadas com o sistema de mísseis de defesa aérea Klinok. Quatro módulos de lançamento verticais, tendo alcance de 12 km a 15 km e a altitude alvo é de 10.000 metros a 6.000 metros.
O míssil, que está armado com uma ogiva de 15 kg, pode atingir quatro alvos simultaneamente até uma velocidade máxima de 700 m/s.
2 x Kortik CIWS (CADS-N-1 Kashtan)
2 x 10 lançadores de granadas DP-65 de 55 mm (granadas RG-55M, GRS-55) – Yaroslav Mudry (777)
Tubos de torpedos de 6 × 533 mm montados na superestrutura para mísseis ASW SS-N-15 ou SS-N-16 ou Tipo 53

#### Sonares e guerra eletrônica
O radar de busca aérea 3D do navio é o MR-760 Fregat-MA. Estão equipados com radar de busca aérea/superfície MR-352 Pozitiv, radar de controle de fogo de mísseis MR-360 Podkat, sonar LF montado no casco MGK-345 Bronza e sonar de profundidade variável Ox Tail LF.
Os navios possuem oito lançadores de isca PK-10 de dez canos que distribuem iscas de palha e flare de 120 mm. Utilizam dois lançadores de isca PK-16 de 16 canos para bloquear o radar e os sistemas optronicos das armas guiadas que chegam. O PK-16 lança iscas de 82 mm de 200m a 1.800m.

##### Propulsão
O sistema de propulsão COGAG (gás e gás combinado) do navio consiste em duas turbinas a gás principais fornecendo 35,7 MW e duas turbinas auxiliares fornecendo 17,8 MW, acionando dois eixos.

## Navios
| Nome                               | Nº de amura  | Construtor                     | Batimento de quilha | Lançamento   | Comissionamento       | Frota            | Status                                                                      |
| ---------------------------------- | ------------ | ------------------------------ | ------------------- | ------------ | --------------------- | ---------------- | --------------------------------------------------------------------------- |
| Neustrashimy                       | 712          | Estaleiro Yantar, Kaliningrado | 1986                | Maio de 1988 | 24 de janeiro de 1993 | Frota do Báltico | Testes de mar pós-reequipamento concluídos; voltou à frota em abril de 2023 |
| Yaroslav Mudry (ex- Nepristupnyi ) | 777 ex (727) | Estaleiro Yantar, Kaliningrado | 1988                | Maio de 1991 | 2009                  | Frota do Báltico | Ativo                                                                       |
| Tuman                              |              | Estaleiro Yantar, Kaliningrado | 1990                | 1996         |                       |                  | Cancelado                                                                   |